# تشيروتو لانغي
تشيروتو لانغي، هي بلدية (كوميون) في مقاطعة كونيو في منطقة بيدمونت الإيطالية، وتقع على بعد حوالي 60 كيلومتر (37 ميل) جنوب شرق تورينو وحوالي 50 كيلومتر (31 ميل) شمال شرق كونيو. في 31 ديسمبر 2004، كان عدد سكانها 463 نسمة ومساحتها 10.1 كيلومتر مربع (3.9 ميل2). 
تقع تشيروتو لانغي على حدود البلديات التالية: ألباريتو ديلا توري وأرغويلو وكرافانزانا وفييسوغليو ورودينو وسيرافالي لانغي وسينيو.